# Кафедральный собор (Тромсё)
Кафедральный собор (норв. Tromsø domkirke) — церковь в Тромсё, фюльке Тромс. Кафедральный собор Тромсё лютеранской Церкви Норвегии. Единственный деревянный собор в Норвегии.

## История
Первая церковь в Тромсё была построена Хоконом Хоконссоном около 1250 года как королевская часовня. Не так много известно о предыдущих церквях на этом месте, но известно, что в 1711 году на этом месте была построена новая церковь. В 1803 было построено новое здание, которое в 1860 году было разобрано, чтобы освободить место для строительства нынешнего собора. Собор строился по проекту Кристиана Генриха Гроша. 1 декабря 1861 года собор был освящен епископом Карлом Петером Ессендропом. В 1862 году была завершена колокольня и установлен колокол. Внутренняя отделка продолжалась до 1880-х годов.

## Интерьер
В интерьере собора доминирует алтарь с копией картины Адольфа Тидеманда Воскресение из церкви Брагернес в Драммене, выполненной Кристеном Бруном в 1884 году. Картина имеет неоготическое обрамление в форме портала с фронтоном и шпилем. Под картиной сделана цитата из Евангелия от Иоанна. Витражи в передней части церкви, спроектированные Пером Вигеландом, были установлены в 1961 году. Орган, расположенный в галерее над главным входом, был построен в 1863 году Клаусом Йенсеном и является одним из самых ценных органов того времени в Норвегии. Первоначально собор был рассчитан на 984 мест. Чтобы освободить место для столов в задней части церкви в настоящее время количество мест уменьшилось до 618. В 1994 году интерьеры собора окрашены в первоначальный цвет.

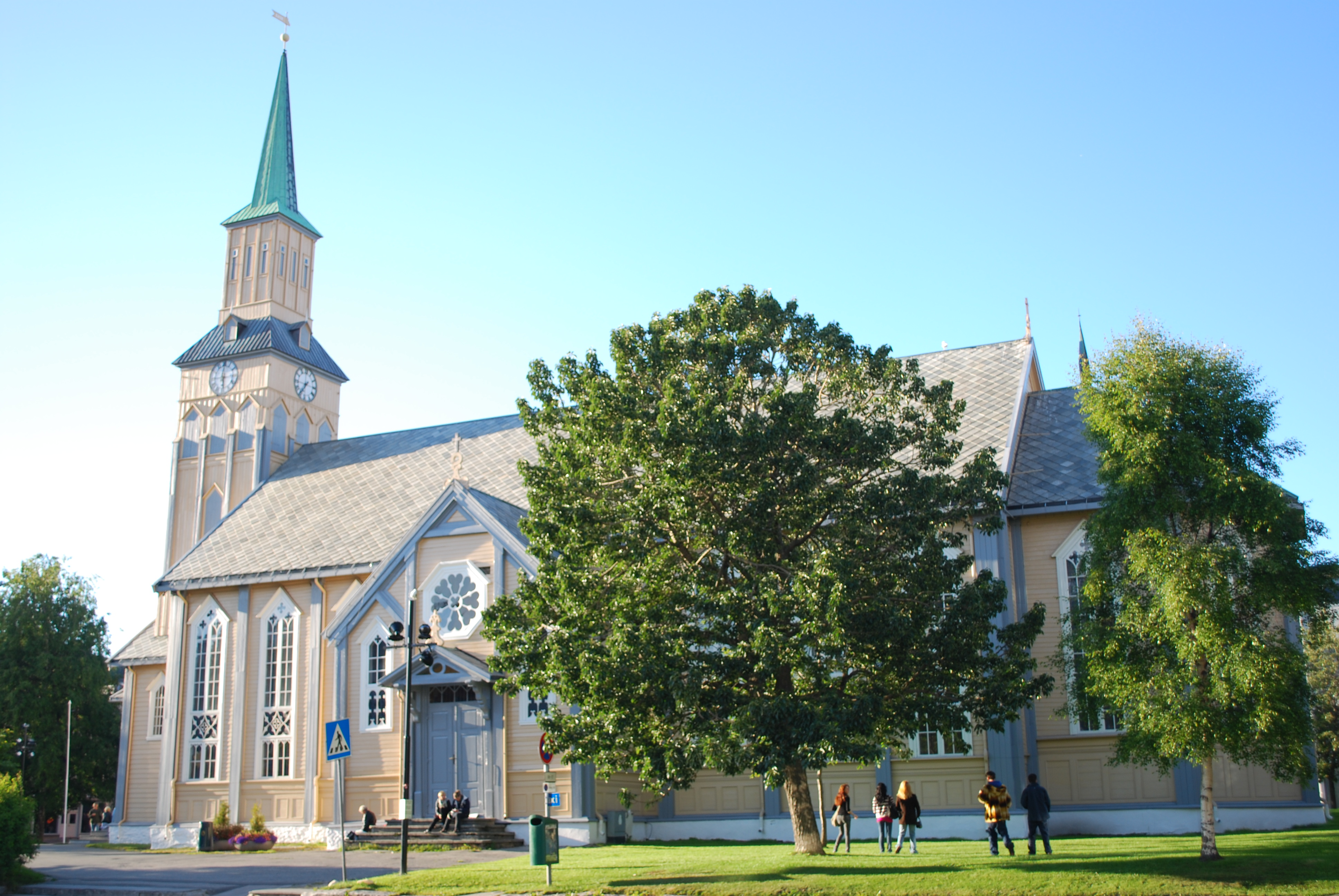
Южный фасад
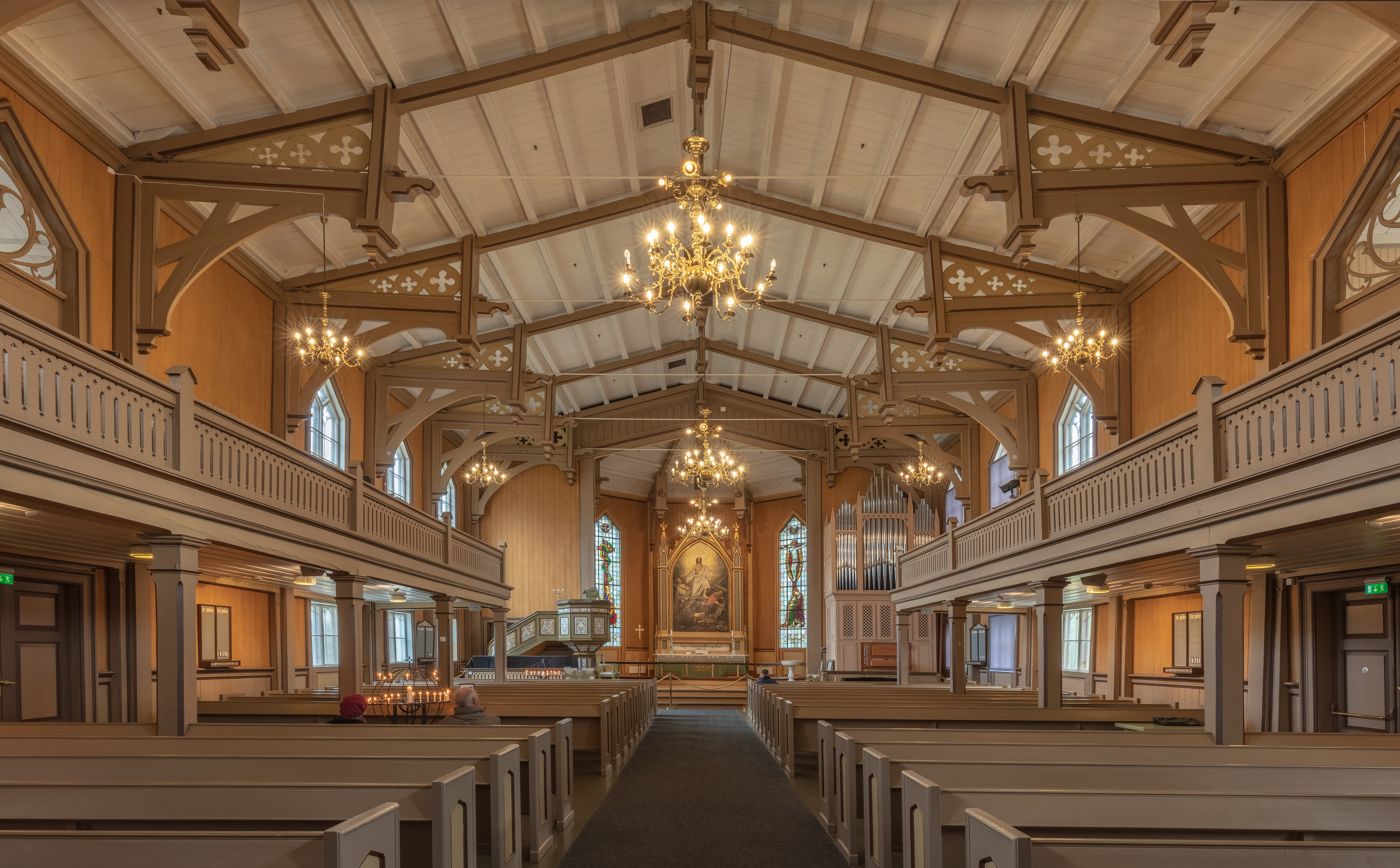
Интерьер собора
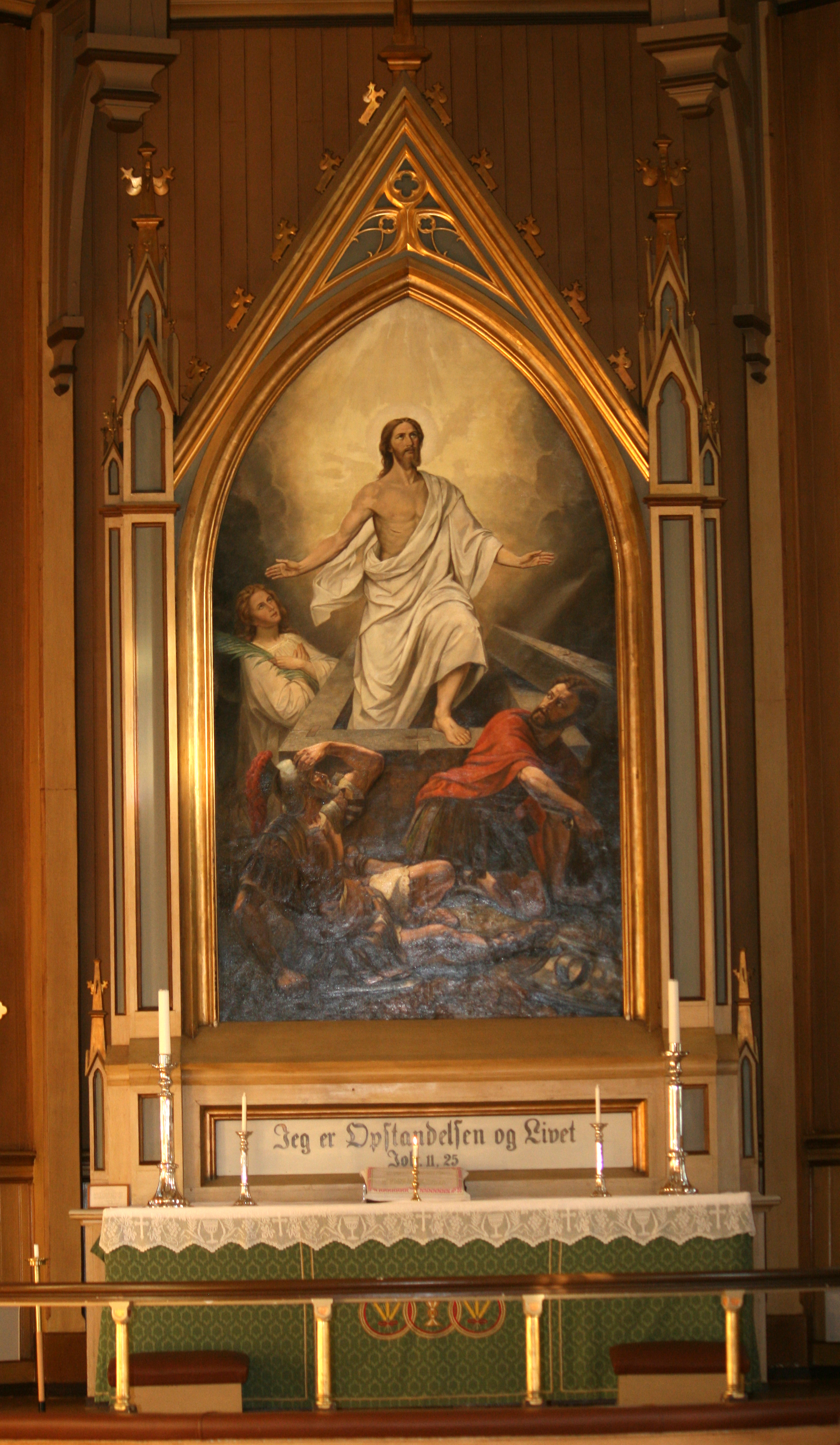
Алтарь